# Wandelmar
Wandelmar (ou Vandelmar, Gandelmar, Windelmare, Wendelmarus), mort en 818 ou 819, est un prélat français du IXe siècle, évêque de Noyon-Tournai depuis 799 environ jusqu’en 818 ou 819.

## Biographie
Il existe peu de sources concernant cet évêque dont la date de naissance, les origines familiales et les années de formation sont inconnues. De même, les premières années de son magistère ne sont pas documentées.
En 814, peu après la mort de Charlemagne, un conflit s’élève entre Wandelmar et Rothade Ier (ou Rothard), évêque de Soissons, quant aux limites de leurs diocèses respectifs. L’affaire est tranchée la même année lors du premier concile de Noyon, convoqué par Vulfaire, archevêque de Reims, auquel participent notamment Ebon (alors conseiller de Louis Ier le Pieux et futur archevêque de Reims à partir de 816), l’abbé Fulrad de l’abbaye du Mont-Saint-Quentin, Adalard, cousin de Charlemagne, abbé et comte de Corbie, ainsi que de nombreux autres ecclésiastiques et quatre comtes des deux diocèses,.
Très considéré de Louis Ier le Pieux, Wandelmar reçoit de ce dernier un terrain appartenant au domaine royal pour agrandir le cloître des chanoines de Tournai ; l’acte de donation, une charte établie au palais d’Aix-la-Chapelle, est daté du 20 novembre 817,.
La date exacte de sa mort, en 818 ou 819, n’est pas documentée, non plus que son lieu d’inhumation.